# 叔何顯理

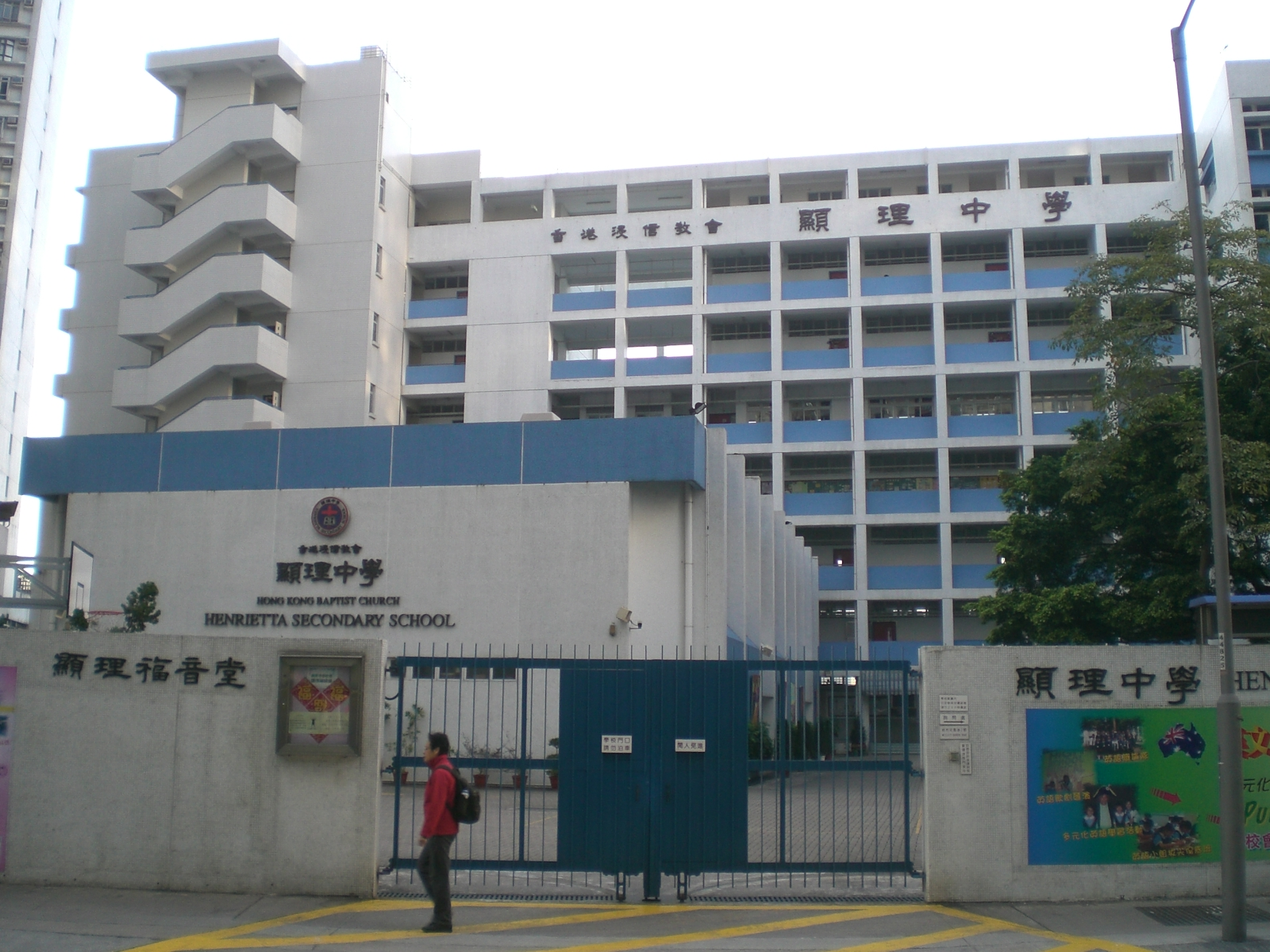
在香港一間以她命名的學校 - 北角顯理中學

叔何顯理（英語：Mrs. Henrietta Hall Shuck，1817年10月28日—1844年11月27日）是美南浸信會第一位到大中華地區的女傳教士。開辦香港的第一所女校。
叔何顯理於1817年10月28日在美國弗吉尼亞州基瑪洛市出生。父親為何愛迪生牧師。她17歲那年，她讀畢《耶德遜夫人傳》，深深體會神的旨意，希望把神的救恩帶到東方。同年與叔未士牧師結婚。在1836年 (道光十六年) 一行22人抵達澳門，成立學校及教會。再於1842年3月 (道光二十二年二月) 移居香港。是香港居民首位西籍婦女，也是香港的第一所女校的創辦人。
她一家到港後，熱心致力於教育方面和傳道工作，得到了港督砵甸乍爵士批地興建教堂及豁免稅務，亦掃助50元建築費，命名為「皇后大道浸信會」，成為基督教在中國第一所私有產業，及後又成立「街市浸信會」。

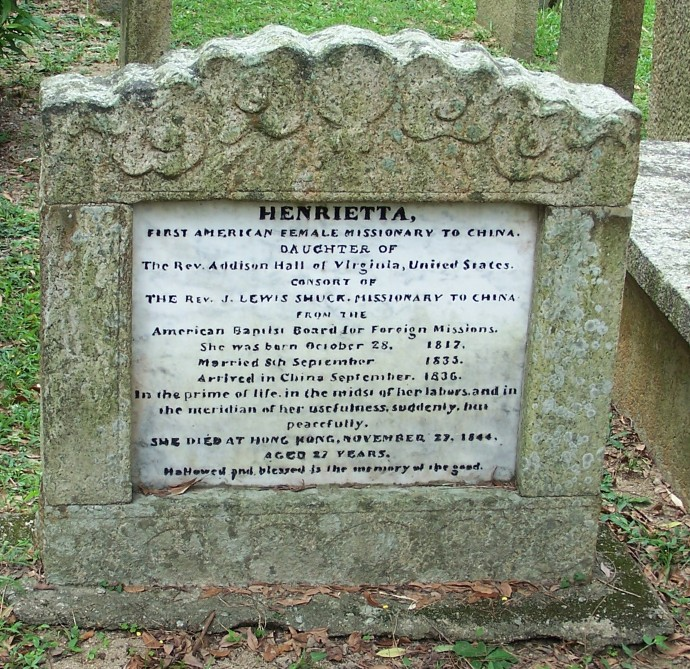
叔何顯理之墓

可惜叔何顯理於生下四子後得病，而且病情不輕，體重只有85磅。1844年11月27日 (道光二十四年十月十八日) ，她生下第五子後因身體衰弱而逝世，享年27歲。身後葬於香港跑馬地香港墳場。
現在顯理中學的校名，就是為紀念叔何顯理而使用的。

## 另看
- Jeter, Jeremiah Bell (1850). A Memoir of Mrs. Henrietta Shuck: The First American Female Missionary to China. Boston: Gould, Kendalin and Lincoln.